# Cuajada de arroz

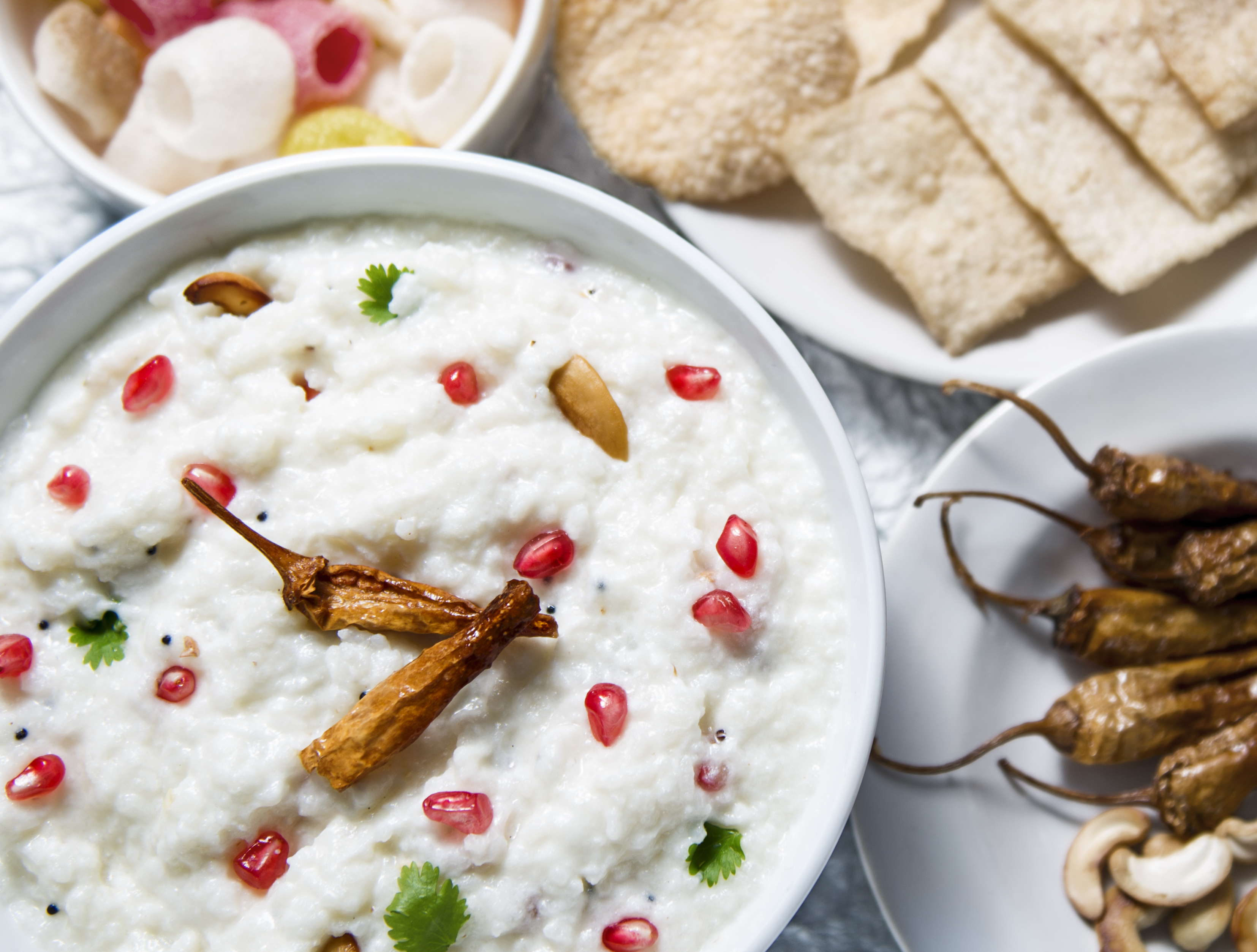
Cuajada de arroz

La cuajada de arroz (tamil: தயிர் சாதம், telugú: పెరుగు అన్నం, canarés: ಮೊಸರು-ಅನ್ನ), también llamado yogur de arroz, es un plato indio, popular en los estados de Karnataka, Kerala, Andhra Pradesh y Tamil Nadu.

## Preparación
Aunque se prepara de la manera más simple mezclando simplemente arroz hervido y yogur, pueden usarse métodos más elaborados. Uno de ellos consiste en hervir el arroz hasta que se rompe y forma una pasta, dejarlo enfriar, condimentarlo con pimiento chile verde frito picado fino, jengibre y hojas de curry, y a veces también con mungo, semillas de mostaza, semillas de comino y asafétida, y por último añadir leche, yogur y sal.
Alternativamente puede prepararse machacando arroz cocido (habitualmente sobras) y mezclándolo con sal, yogur y un poco de leche para atenuar el sabor agrio de éste, y guarnecer la mezcla con mungo frito, semillas de mostaza, chile verde y cilantro picado.

## Presentación

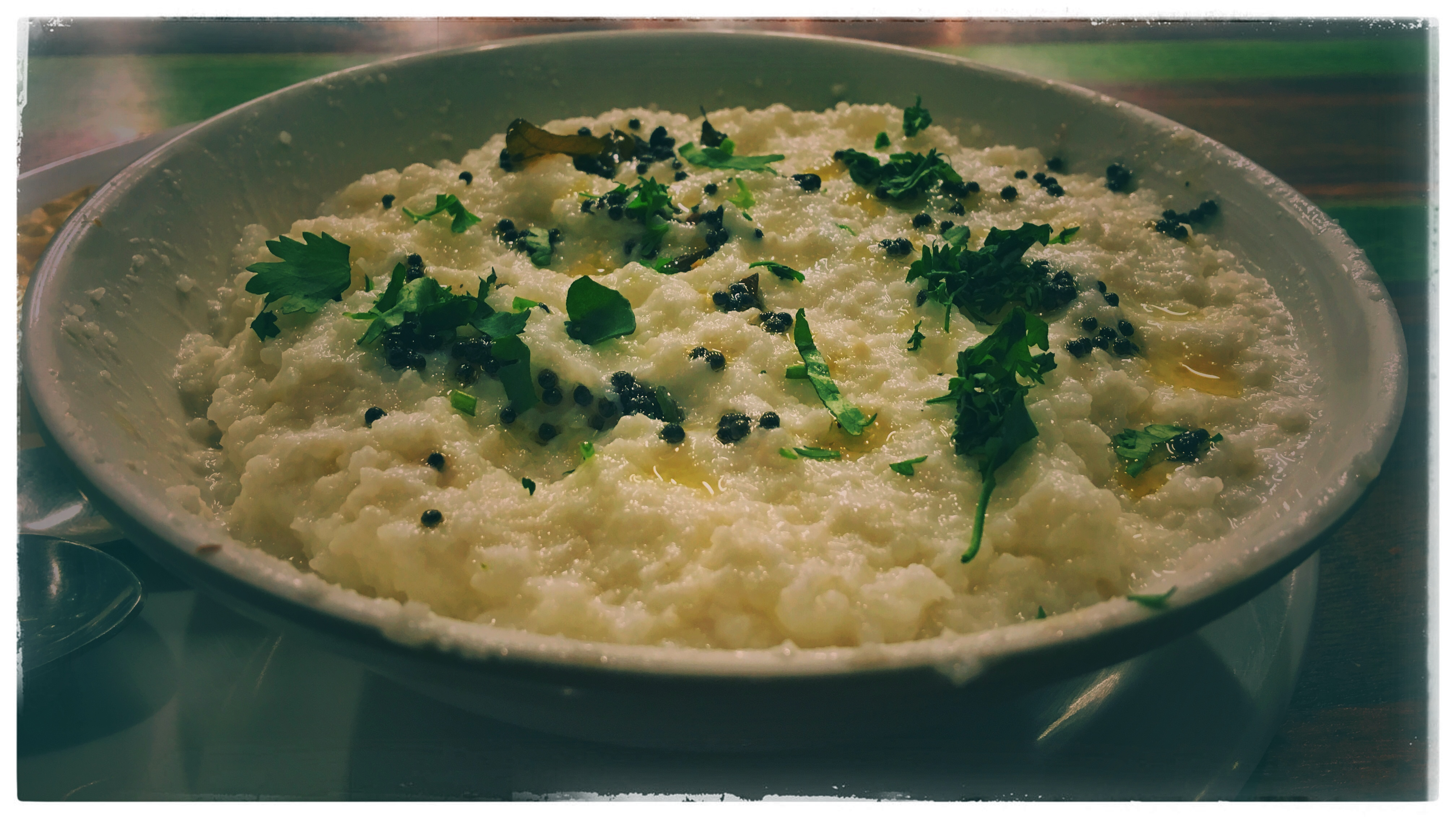
cuajada de arroz

La cuajada de arroz se toma a menudo acompañada por encurtidos del sur de la India, como los hechos de mango o lima. En la cocina casera del sur de la India, es normal tomar cuajada de arroz al final de la comida o la cena, pues ayuda a aliviar el efecto de los muy picantes platos principales.
En algunas regiones la cuajada de arroz se sirve de una forma única, con arroz hervido mezclado con cuajada suave y sal. Suele condimentarse también con aceite calentado con mostaza, hojas de curry, chiles secos, mungo, cilantro picado y a veces unas pocas semillas de granada fresca. Puede cubrirse la mezcla con boondi y servirse fría. También puede acompañarse con un poco de zanahoria asada.